# 三鷹市立第一中学校
三鷹市立第一中学校（みたかしりつだいいちちゅうがっこう）は、東京都三鷹市にある公立中学校。

## 概要
市内のほぼ中心部に位置した広い学区域を抱え、70余年の歴史と伝統ある中学校。敷地も広く、優に200Mのトラックがとれる夜間照明付きの校庭、2フロアの体育館、3面の夜間照明付きのテニスコートや5階建ての校舎など、恵まれた施設がある。平成19年にコミュニティ・スクールの指定を受け、翌年の平成20年４月からはコミュニティ・スクールを基盤とした小・中一貫教育校「連雀学園」として第四小学校・第六小学校・南浦小学校とともに新たな歴史を歩んでいる。

## 沿革
- 1947年
  - 4月1日：三鷹町立三鷹中学校（新制中学校）設立認可される
  - 4月19日：都立牛込商業学校 末三郎 初代校長に補せられる
  - 5月13日：三鷹町立三鷹第一小学校で授業を開始する
  - 6月15日：三鷹中学校後援会設立される
- 1948年4月1日：三鷹市下連雀360番地（現在地）に移る
- 1950年10月10日：後援会を三鷹中学校父母と教師の会（P.T.A）に改組する
- 1953年4月1日：三鷹市立第二中学校・第三中学校設置とともに三鷹市立第一中学校と校名変更する
- 1954年
  - 3月30日：時雨音羽作詞・平井康三郎作曲の校歌誕生
  - 4月1日：東京都教育庁社会教育主事 細川熊蔵 第二代校長に補せられる
- 1955年4月1日：都立国立高等学校教諭 清水貞助 第三代校長に補せられる
- 1957年12月13日：創立十周年記念式典を挙行する
- 1958年
  - 4月1日：都立三鷹高校の移転に伴いその敷地の大部分を本校に返還される
  - 11月1日：市立学校体育館一中校内に落成
- 1959年4月1日：東京学芸大学付属中学教頭 室田昂 第四代校長に補せられる

ふじみ学級（特殊）開設
- 1960年8月12日：府中市立第四中学校長 小暮大司 第五代校長に補せられる
- 1962年4月1日：中野区立第四中学校教頭 松尾中 第六代校長に補せられる
- 1963年9月1日：プール工事竣工
- 1965年4月1日：渋谷区立広尾中学校教頭 佐藤補吉 第七代校長に補せられる
- 1967年
  - 4月1日：調布市立調布中学校長 本間実 第八代校長に補せられる
  - 11月2日：創立20周年記念式典を挙行する
- 1969年3月3日：ふじみ学級10周年記念式典を挙行する
- 1970年7月23日：プール工事竣工（旧プールは南浦小へ移管）
- 1971年
  - 8月30日：鉄筋校舎第一期工事3,878.630平方メートル（1,173.286坪）竣工する
  - 9月11日：鉄筋校舎落成記念式典・祝賀会を挙行する
- 1972年4月1日：立川市立第三中学校長 外園国廣 第九代校長に補せられる
- 1973年1月10日：府中市立第一中学校教頭 村杉隆正 第十代校長に補せられる
- 1974年5月20日：学校給食実施
- 1977年
  - 4月1日：日野市立日野第四中学校長 河村俊一郎 第十一代校長に補せれる
  - 10月4日：創立30周年記念式典を挙行する
- 1978年6月17日：“校歌の碑”を建立する
- 1979年
  - 1月：教育センター建設工事のため旧図書館が姿を消す
  - 2月：ヒマラヤ杉が本校の象徴として校庭に移植される
  - 3月19日：“伝統の鐘”を整備完成する
  - 5月18日：ふじみ学級創立20周年記念式典を挙行する
- 1980年
  - 3月1日：市教育センター設立（本校旧図書館跡等の敷地一部譲る）
  - 3月：一中シンボルツリーのヒマラヤ杉の詩できる
- 1981年4月1日：府中市立第二中学校長 植木信久 第十二代校長に補せられる
- 1982年
  - 3月31日：体育館の改築工事。重層体育館完成2,184.66平方メートル（662坪）
  - 3月：シンボルツリーの碑が完成する
- 1986年3月13日：40周年記念生徒会旗作成
- 1987年
  - 4月1日：市立第七中学校長 神田俊郎 第十三代校長に補せられる
  - 10月8日：創立40周年記念式典
- 1990年4月1日：市立第七中学校長 伊藤満理夫 第十四代校長に補せられる
- 1992年4月1日：市立第三中学校長 渡邉猛 第十五代校長に補せられる
- 1996年4月1日：市立第二中学校長 三辻陽夫 第十六代校長に補せられる
- 1999年4月1日：東久留米市立東中教頭 末吉修 第十七代校長に補せられる
- 2004年4月1日：三鷹市立第四中学校長 草野一紀 第十八代校長に補せられる
- 2006年4月1日：目黒区立第十一中学校副校長　藏本明靖　第十九代校長に補せられる
- 2008年
  - 4月1日：清瀬市立清瀬第二中校長　山浦勝雄　第二十代校長に補せられる
  - 4月3日：小・中一貫教育校連雀学園開園式
- 2010年4月1日：大田区立羽田中学校副校長 柴崎俊治 第二十一代校長に補せられる
- 2013年4月1日：三鷹市教育委員会教育施策担当課長 松永透 第二十二代校長に補せられる
- 2017年4月1日：三鷹市立羽沢小学校　校長 相楽敏栄 第二十三代校長に補せられる
- 2020年4月1日：三鷹市立第六中学校　副校長 丹下知男 第二十四代校長に補せられる
- 2022年4月1日：三鷹市立第三中学校　校長 宮城洋之 第二十五代校長に補せられる[2]

## 所在地
- 181-0013 東京都三鷹市下連雀九丁目10番1号[3]

## 特徴
- すべての学級の教室にエアコンが完備されている。
- 通常学級に加え、身体障害者等のI組が設置されている。
- 体育大会、合唱コンクール、球技大会、が行事として行われる。

## その他
- 2009年度入試において、東京都立西高等学校に12名が合格した。
- 公立中学の中でも進学率が高い。
- 部活動は、運動部が11部、文化部が5部ある。
  - 運動部は陸上部、サッカー部、野球部、バレー部（男子、女子）、テニス部（男子、女子）、バドミントン部、バスケ部（男子、女子）、卓球部。
  - 文化部は吹奏楽部、美術部、写真部、演劇部、茶道部。
- それぞれのクラスごとにクラスカラーというものが有り、行事などによく使われる。
  - A組＝青　B組＝緑　C組＝黄色　D組＝桃色　E組＝白　F組＝赤　G組＝紫　H組=黒色　I組＝橙
- クラス数は例年一学年7学級程度となっている。

## 著名な卒業生
- 乙黒靖雄（柔道家）
- 井上潮音（サッカー選手）
- 児玉潤（サッカー選手）
- 狩野美雪（バレーボール選手）
- 宮下マミ（バレーボール選手）
- 郡拓也（野球選手）
- 狩野舞子(バレーボール選手)

## 交通アクセス
- JR東日本中央線三鷹駅から小田急バスで三鷹警察署前停留所下車